# ريتشارد واتسون (كاتب)
ريتشارد واتسون (بالإنجليزية: Richard Watson)‏ هو فيلسوف وكاتب أمريكي، ولد في 23 فبراير 1931.